# Християнство в Турция
Християните съставляват около 0.6 процента от населението на Турция, включващо и емигрантите. Повечето от тях живеят в Истанбул, а останалите предимно в южната и югоизточната част на страната. Малки християнски общности има в големите градове – Измир, Анкара и други. Общия брой на турските граждани, които изповядват християнство е не повече от 100 000 души.
| Религия в Турции | Религия в Турции | Религия в Турции | Религия в Турции | Религия в Турции |
| ---------------- | ---------------- | ---------------- | ---------------- | ---------------- |
| Религия          |                  |                  | На сто           |                  |
| Ислям            | Ислям            |                  | 96.1%            | 96.1%            |
| Агностицизъм     | Агностицизъм     |                  | 2.3%             | 2.3%             |
| Атеизъм          | Атеизъм          |                  | 0.9%             | 0.9%             |
| Християнство     | Християнство     |                  | 0.6%             | 0.6%             |
| Други            | Други            |                  | 0.1%             | 0.1%             |

## История
С падането на Константинопол (днешен Истанбул) през 1453 година се слага край на християнската хегемония в региона. С годините започва и упадъкът на християнството под натиска на сунитската Османска империя. Мюсюлманите все повече и повече увеличават броя си за сметка на местното християнско население. Последните 100 години от историята на Османската империя, трансформирала се впоследствие в Република Турция, са едни от най-трагичните за християнството по тези земи. През 1900 година християнското население на империята наброява 22 процента.

## Православие
Православните християни са около 1/3 от християните в Турция.
- Сирийска православна църква – 17 000
- Гръцка православна църква – 4000
- Турска православна църква – 500 (главно в Истанбул)
- Българска православна църква – 500 (главно в Одрин и Истанбул)[6]

## Монофизитство
- Арменска апостолическа църква – 57 000

## Католицизъм
- Халдейска католическа църква – 8000
- Арменска католическа църква – 3000

## Протестантство
Протестантите представляват около 7 % от християните в Турция. В град Измир е разположена Баптистка църковна община, част от „Турската асоциация на протестантските църкви“.

## Дискриминация
На 18 април 2007 година в град Малатия, приелите християнска вяра Тилман Геске, пастор Неджати Айдън и Угур Юксел, са намерени мъртви с вързани ръце и крака и прерязани гърла.
През юни 2010 година е убит апостолическият викарий на Анатолия от католическата църква, монс. Луиджи Падовезе. На 5 февруари 2010 година Падовезе държи реч, по повод четвъртата годишнина от убийството на свещеника дон Андрея Санторо в църквата „Дева Мария“ в Трабзон.